# Svedruža
 Svedruža  falu Horvátországban Krapina-Zagorje megyében. Közigazgatásilag Petrovskóhoz tartozik.

## Fekvése
Krapinától 5 km-re nyugatra,  községközpontjától 3 km-re délnyugatra a Horvát Zagorje területén, a megye északi részén fekszik.

## Története
A falunak 1857-ben 464, 1910-ben 758 lakosa volt. Trianonig Varasd vármegye Krapinai járásához tartozott. 
2001-ben 444 lakosa volt.

## Külső hivatkozások
Petrovsko község hivatalos oldala